# Pozoblanco
Pozoblanco es un municipio y localidad española de la provincia de Córdoba, en la comunidad autónoma de Andalucía. En 2022 contaba con 17 102 habitantes. Su extensión superficial es de 330 km² y tiene una densidad de 51,81 hab./km². Se encuentra situada a una altitud de 643 m sobre el nivel del mar y a 74 km de la capital provincial.

## Geografía
Pozoblanco es la localidad con mayor número de habitantes de la parte norte de Córdoba, zona formada por las comarcas de Los Pedroches y del Valle del Guadiato, seguida por Peñarroya-Pueblonuevo (del Valle del Guadiato) con 10 419 habitantes y Villanueva de Córdoba (de Los Pedroches) con 8 587 habitantes.
Pozoblanco es la capital económica y administrativa de la comarca de Los Pedroches, segunda comarca de Andalucía en extensión. Cuenta con el hospital comarcal, principal centro sanitario de la zona norte de Córdoba, y es cabeza del partido judicial.

## Historia
Parece probable que el origen de Pozoblanco al igual que otras poblaciones cercanas como Villanueva de Córdoba, se sitúe en torno al mediados del siglo XIV, como consecuencia de la huida de habitantes del vecino Pedroche a causa de la peste. Otras hipótesis apuntan a que dado que los habitantes de Pedroche tenían que pastorear en tierras cada vez más alejadas de la ciudad, en lugar de acudir cada día al pueblo, formaban núcleos pequeños donde hacían su vida diaria. Así, cuando estos núcleos crecieron formaron los distintos pueblos de la comarca, entre ellos Pozoblanco.
Se cree que los primeros asentamientos se realizaron en el hoy llamado barrio del «Pozo Viejo», al pie de un cerro, y alrededor de un pozo de brocal blanco debido a la costumbre de enlucir y encalar los brocales cuando se hacían de ladrillo, y no de bloques de granito como era más corriente, siendo este el origen del nombre del pueblo. El brocal de ladrillo es representado en el escudo municipal. Otras hipótesis sostienen que los pozos adquirían un nombre, normalmente de quien los cerraba en caja, y existió un pozo llamado Pozo del Blanco por la zona de la calle Encrucijada, que pudiera haber dado el nombre al pueblo. En cualquier caso es curioso que el pozo originador del nombre del pueblo se llame Pozo Viejo.
El gentilicio popular de «tarugos» viene de la denominación que se hacía por la zona a los troncos de madera (tarugos de madera). Antiguamente, las personas de Pozoblanco practicaban comercio con leña. La distribuían en un camión y, al llegar al pueblo donde se iba a vender la mercancía, hacían sonar la bocina. La gente cuando iba al trabajo los oían llegar. Salían por las ventanas avisándose unos a otros y gritando: «¡¡Ya vienen los tarugos!!», refiriéndose a los troncos de madera. Al final se quedaron con dicho nombre todos los habitantes de la ciudad.
En un principio, Pozoblanco dependió administrativamente de Pedroche hasta que, alrededor de 1478, obtuvo el título de Villa, posiblemente de manos de los Reyes Católicos. Durante la Edad Moderna, y más concretamente desde 1560 hasta 1747, la historia de Pozoblanco va ligada a la de las llamadas Siete Villas de los Pedroches (Pedroche, Torremilano, Torrecampo, Pozoblanco, Villanueva de Córdoba, Alcaracejos y Añora) hasta 1836 en que se produce la ruptura de esta comunidad y las tierras comunales son repartidas entre estos pueblos. Pozoblanco obtuvo el título de ciudad de manos del rey Alfonso XIII el 22 de abril de 1923.
El ferrocarril llegó al municipio en 1906 con la apertura al tráfico del tramo Peñarroya-Pozoblanco, perteneciente al ferrocarril de Peñarroya a Puertollano y Fuente del Arco. El municipio de Pozoblanco llegó a levantar una estación propia. Esta línea férrea de vía estrecha, aunque de carácter eminentemente minero, dispuso de servicios de viajeros que permitían el enlace con los nudos ferroviarios de Peñarroya-Pueblonuevo y Puertollano. El trazado se mantuvo operativo hasta su clausura en 1970.
Durante la guerra civil española el municipio se vio seriamente afectado por la misma, aunque se mantuvo fiel a la República durante toda la contienda. En marzo de 1937 tuvo lugar la batalla de Pozoblanco, en la que las fuerzas del general Queipo de Llano intentaron conquistar esta localidad. La resistencia republicana, no obstante, frustró este intento y las tropas del Ejército Popular al mando del teniente coronel Joaquín Pérez Salas lograron obtener una destacada victoria sobre las fuerzas del bando sublevado. A finales de marzo de 1939 fue conquistaba por los ejércitos del bando franquista.
El 26 de septiembre de 1984 en la plaza de toros, Francisco Rivera Paquirri, compartiendo cartel con El Yiyo y El Soro, fue cogido por el toro Avispado, de la ganadería de Sayalero y Bandrés. La cornada le rompió las venas ilíaca, safena y femoral, por lo que resultó muerto cuando era trasladado a un hospital de Córdoba.

## Demografía
Pozoblanco cuenta con una población de 16 946 habitantes (INE 2024).
| Gráfica de evolución demográfica de Pozoblanco entre 1842 y 2021                                                    |
| |
| Población de derecho según los censos de población del INE Población de hecho según los censos de población del INE |

## Comunicaciones

### Carreteras
A Pozoblanco se puede acceder mediante varias carreteras.
- A-423: comunica la localidad de Alcaracejos con Pozoblanco.
- A-424: da acceso a Pozoblanco pasando por las poblaciones de Cardeña y Villanueva de Córdoba.
- A-435: nace en la N-502 y comunica Pozoblanco con Pedroche, Torrecampo, y termina en la provincia de Ciudad Real.
- A-3177: comunica Pozoblanco con Añora, Dos Torres y El Viso
- A-435, N-502 y N-432: unen Pozoblanco con Córdoba.

### Ferrocarril
Pozoblanco y Los Pedroches cuenta con un servicio ferroviario:
- A 32 km de la localidad se encuentra la estación de Villanueva de Córdoba-Los Pedroches de la línea del AVE Madrid-Sevilla que da servicio de comunicación con poblaciones como Puertollano, Córdoba, Ciudad Real, Madrid, Algeciras, Antequera y Sevilla entre otras.
- En el límite de provincia entre Córdoba y Ciudad Real también se encuentra la estación de Guadalmez-Los Pedroches que comunica la comarca con poblaciones como Cabeza del Buey, Don Benito, Mérida, Cáceres, Talavera de la Reina y Madrid entre otras.

## Política y administración
Desde la celebración, en 1979, de las primeras elecciones municipales, tras la aprobación de la Constitución Española de 1978, estas han sido las personas que han ostentado la alcaldía:
| Mandato    | Nombre del alcalde                                             | Grupo   |
| ---------- | -------------------------------------------------------------- | ------- |
| 1979-1983  | Blas Garrido Dueñas                                            | PSOE    |
| 1983-1987  | Blas Garrido Dueñas                                            | PSOE    |
| 1987-1991  | Antonio Fernández Ramírez                                      | PSOE    |
| 1991-1995  | Antonio Fernández Ramírez                                      | PSOE    |
| 1995-1999  | Antonio Fernández Ramírez                                      | PSOE    |
| 1999-2003  | Antonio Fernández Ramírez                                      | PSOE    |
| 2003-2007  | Benito García de Torres                                        | PSOE    |
| 2007-2011  | Benito García de Torres (hasta 2009) Baldomero García Carrillo | PSOE PP |
| 2011-2015  | Pablo Carrillo Herrero                                         | PSOE    |
| 2015-2019  | Emiliano Pozuelo Cerezo (hasta 2017) Santiago Cabello Muñoz    | PE+ PP  |
| 2019- 2023 | Santiago Cabello Muñoz                                         | PP      |
| 2023-2027  | Santiago Cabello Muñoz                                         | PP      |

| Mayoría absoluta:                             | Mayoría absoluta: | 9 concejales       | 9 concejales       |
| Partido político                              | Candidato         | Elecciones de 2019 | Elecciones de 2019 |
| Partido político                              | Candidato         | %                  | Concejales (17)    |
| Partido Popular (PP)                          | Santiago Cabello  | 52,23              | 10                 |
| Partido Socialista Obrero Español (PSOE)      | Rosario Rossi     | 28,82              | 5                  |
| Ciudadanos (Cs)                               | Pedro García      | 6,13               | 1                  |
| Izquierda Unida (IU)                          | Miguel Calero     | 5,29               | 1                  |
| Ciudadanos Demócratas e Independientes (CDeI) | Benito García     | 4,42               | 0                  |
| VOX                                           | Victoria Vargas   | 2,35               | 0                  |

| Mayoría absoluta:                             | Mayoría absoluta: | 9 concejales       | 9 concejales       |
| Partido político                              | Candidato         | Elecciones de 2023 | Elecciones de 2023 |
| Partido político                              | Candidato         | %                  | Concejales (17)    |
| Partido Popular (PP)                          | Santiago Cabello  | 55,71              | 11                 |
| Partido Socialista Obrero Español (PSOE)      | Rafael Villarreal | 24,61              | 4                  |
| Con Andalucía Izquierda Unida (IU)            | Emmanuel Vioque   | 10,28              | 2                  |
| Ciudadanos Demócratas e Independientes (CDeI) | Ángela Jurado     | 4,13               | 0                  |
| VOX                                           | Ventura Redondo   | 3,98               | 0                  |

## Servicios públicos

### Educación
Pozoblanco cuenta con los siguientes centros educativos:
- Centros Docentes Privados. Son concertados, y ambos cuentan con enseñanzas de Infantil, Primaria y ESO:
  - CDP La Inmaculada
  - CDP San José
- Colegios de Educación Infantil y Primaria:
  - CEIP Ginés de Sepúlveda
  - CEIP Manuel Cano Damián
  - CEIP Virgen de Luna
- Escuelas Infantiles:
  - CEI El Titiritero
  - CEI La Luna
  - EI El Cisne
  - EI Pozoblanco
- Institutos de Educación Secundaria. Los dos primeros cuentan cuentan con Bachillerato y ciclos formativos:
  - IES Antonio María Calero (Bilingüe Inglés)
  - IES Los Pedroches (Bilingüe Inglés)
  - IES Ricardo Delgado Vizcaíno
- Otros
  - Conservatorio Profesional de Música Marcos Redondo
  - Escuela Oficial de Idiomas Pozoblanco, en IES Los Pedroches.
  - Universidad Nacional de Educación a Distancia (UNED Córdoba), calle Huelva, 27.

### Sanidad
Pozoblanco cuenta con diversos equipamientos del Servicio Andaluz de Salud (SAS), los cuales son los siguientes:
- Hospital Valle de los Pedroches:[10] Es un hospital comarcal que da servicio principalmente a la comarca del Valle de los Pedroches.
- Centro de salud de Pozoblanco.[11]
- Unidad de Salud Mental Comunitaria de Pozoblanco.[12]
- Centro de diálisis de Pozoblanco, localizado en el Hospital Valle de los Pedroches.[13]

### Residencias
- Centro de Atención de Minusválidos Físicos (CAMF)
- Residencia de ancianos Hermanos Muñoz Cabrera
- Residencia de ancianos nuestro padre Jesús Nazareno
- Fundación PRODE

## Patrimonio arquitectónico

### Teatro El Silo

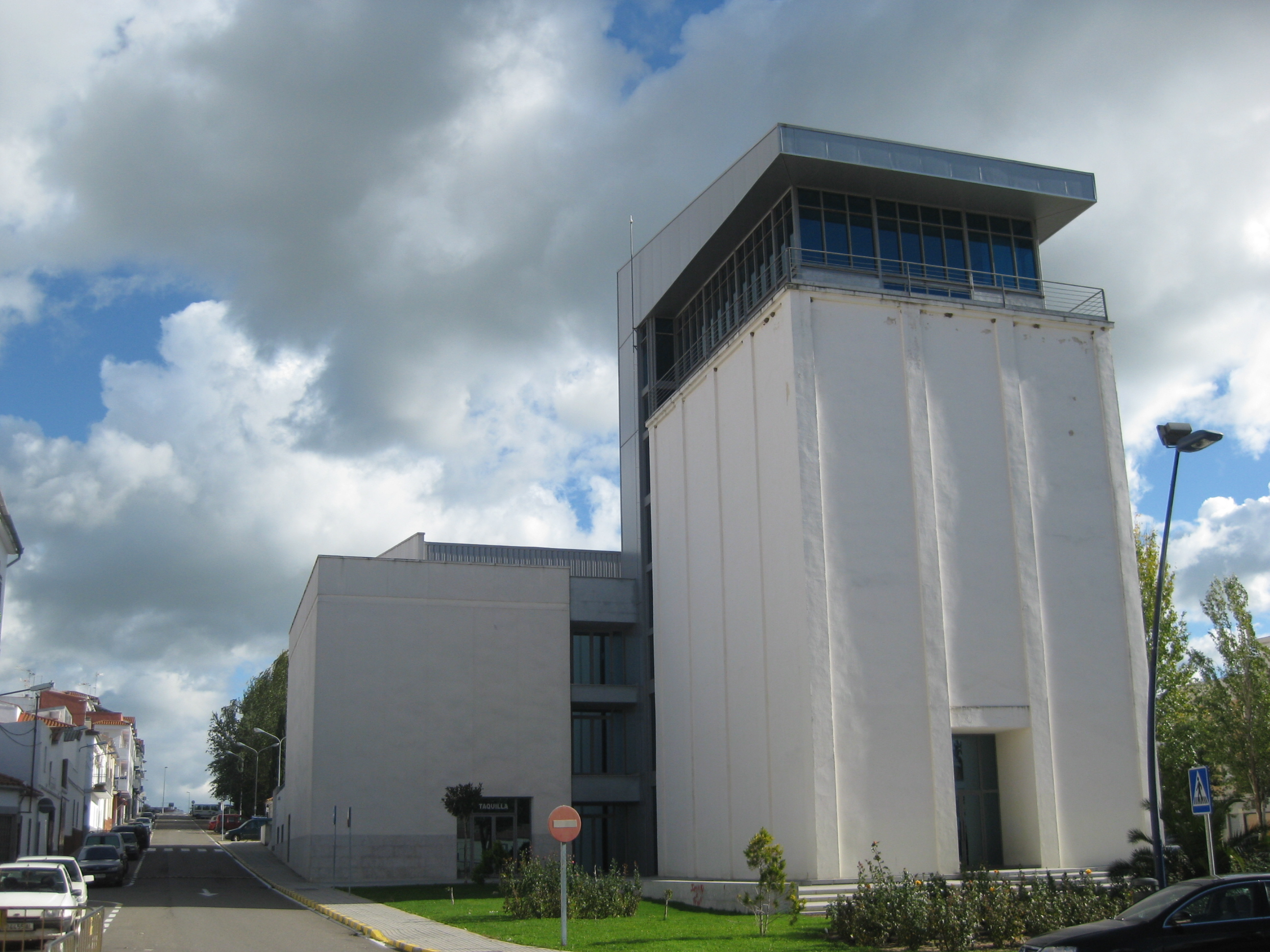
Vista del teatro «El Silo» (2012).

El 8 de septiembre de 2006 fue inaugurado el Teatro «El Silo», obra de los arquitectos pozoalbenses José Luis Amor Trucios y Juan Salamanca Cabrera. La infraestructura escénica supuso una inversión de 3 483 233 € y transformó un antiguo silo de cereales en un gran teatro con un aforo que supera las 800 butacas. Un recital de Joan Manuel Serrat inauguró la sala. Luego siguieron el musical Believe, por un grupo de alumnos del IES Los Pedroches y Bodas de Sangre de García Lorca a cargo del grupo local Jara. Han pasado artistas de la talla de Raphael, Sara Baras, Els Joglars, Los Sabandeños, Ara Malikian, María Dolores Pradera, Chirigóticas, Atalaya, los cordobeses Macarena Gómez y Fernando Tejero, Ron La La, Javier Gurruchaga, Pablo Alborán o el club de la Comedia.

### Iglesia de Santa Catalina
La iglesia de Santa Catalina de Pozoblanco fue construida en el siglo XVI pero no finalizada hasta el siglo XIX, por lo que tienen la construcción de una torre que se diferencia a simple vista por la diferencia de materiales y antigüedad de los demás. Sufrió grandes pérdidas en la guerra pero se volvió a reconstruir. En ella queda el sepulcro de Juan Ginés de Sepúlveda, personaje histórico de la ciudad. Situada en el centro de la ciudad, muy cerca del ayuntamiento. A su frente tiene un gran jardín apodado con su nombre. Es la mayor iglesia de Pozoblanco. Una de las cosas más llamativas de la iglesia son los nidos de cigüeña de la torre.

## Patrimonio cultural e inmaterial

### Gastronomía
Comparte gastronomía con otras localidades de Córdoba como por ejemplo el salmorejo y el flamenquín pero también dispone de gastronomía propia como:
- Hornazo virgen de luna: se trata de un bollo decorado con huevos y acompañado de chocolate, comida típica el día de la romería.
- Chocolate Hipólito Cabrera: es el chocolate típico que acompaña el hornazo
- La aparcería: se trata de la costumbre arraigada que consiste en visitar los bares de la localidad durante el mediodía para beber acompañando de una tapita.

## Fiestas y eventos

### Romería de la Virgen de Luna

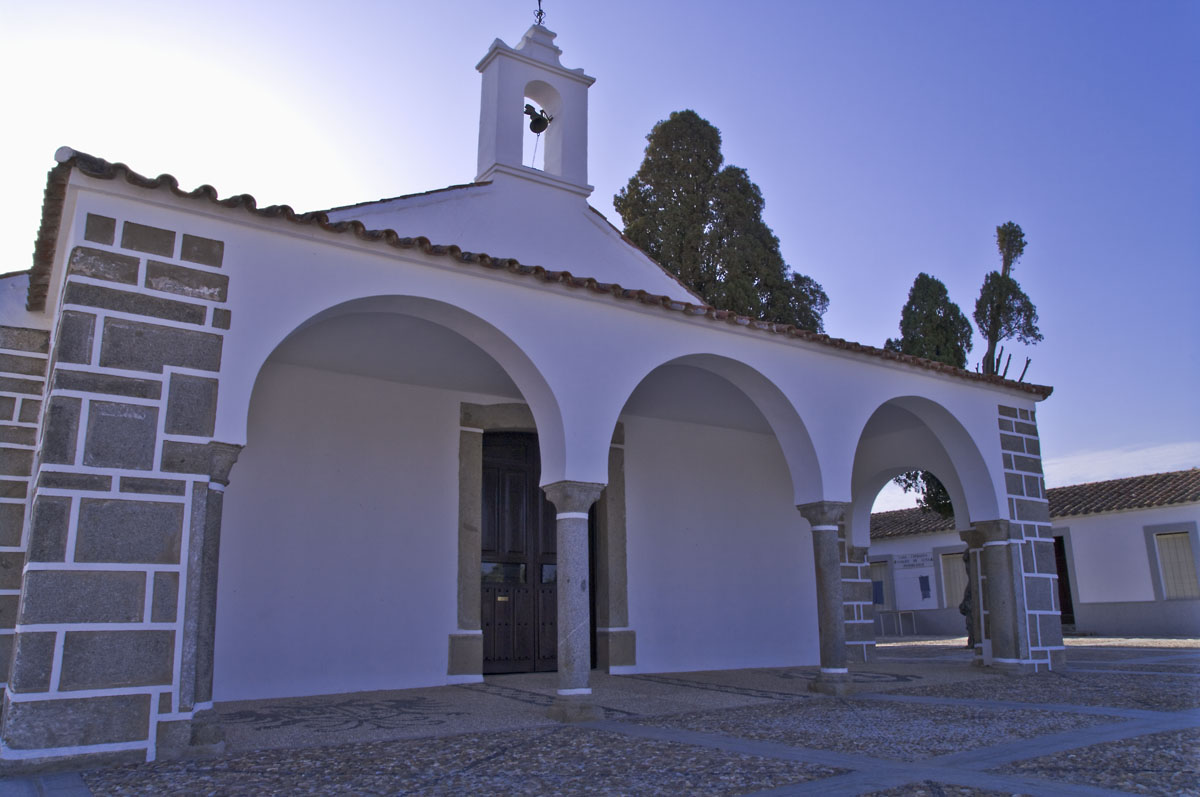
Ermita de la Virgen de Luna.

En el domingo de Sexagésima se realiza el día de Nuestra Patrona María Santísima de Luna, siendo la romería celebrada en el santuario compartido por las poblaciones de Pozoblanco y Villanueva de Córdoba, las que comparten a su patrona en distintas fechas en el calendario.

### Carnaval
Se celebra los dos fines de semana siguiente a la romería. Existen diversas comprarsas y chirigotas que satirizan sobre la política del pueblo y también se celebra concurso de disfraces.

### Semana Santa
Entre otras cosas la Semana Santa de Pozoblanco está catalogada como interés turístico andaluz, cuenta con varias cofradías como: 
- Cofradía Salesiana de la entrada de Jesús en Jerusalén La Borriquita
- Cofradía de Ntro Padre Jesús del Silencio amarrado a la Columna y María Santísima de la Salud
- Hermandad de Ntro Padre Jesús Nazareno
- Hermandad Servita y cofradía de Nazarenas de Ntra Señora de los Dolores
- Hermandad de Ntro Padre Jesús Rescatado Cristo de Medinaceli
- Cofradía del Santísimo Cristo de la Caridad en su Vía Crucis
- Cofradía Salesiana del Santísimo Cristo del Perdón, Ntra Sra. de la Amargura y San Juan Bosco
- Cofradía de Soldados Romanos y Penitentes Sayones de Ntro Padre Jesús Nazareno
- Agrupación de Cofradías y Hermandades de Pozoblanco (Santo Entierro)
- Hermandad Nuestra Señora de la Soledad
- Hermandad Sacramental y Cofradía de Nazarenos de Jesús Resucitado y Ntra. Sra. Mª Stma. de Luna

Además la Semana Santa de Pozoblanco cuenta también con varias formaciones musicales de diferentes estilos que enriquecen el patrimonio musical y cultural de la localidad. En sus desplazamientos a otras localidades llevan la marca Pozoblanco:
- Banda municipal de música de Pozoblanco
- Agrupación Musical Nuestra Señora de la Soledad
- Banda de Cornetas y Tambores Sayones de Ntro Padre Jesús Nazareno
- Banda de Cornetas y Tambores del Santísimo Cristo del perdón y Ntra Sra. de la Amargura (vulgo Los del Perdón)
- Banda de Cornetas y Tambores de Ntro Padre Jesús Rescatado Cristo de Medinaceli (vulgo Tolitos)

### Feria Agroganadera
Feria de ganado que se celebra cada año donde se acoge un certamen de ganado. 

### Fiestas de los diferentes barrios de la ciudad
Destaca la feria chica, en honor de san Gregorio y las verbenas como la de San Bartolomé.

### Feria en honor a Nuestra Señora de Las Mercedes
Se le conoce como la feria "grande" y se trata de una de las ferias más importantes de la provincia de Córdoba y la más multitudinaria de la comarca de Los Pedroches y zona norte. Se celebra la última de todas las ferias del valle por lo que reina un clima menos caluroso y favorece las "aparcerias", más conocida en otras zonas como "tardeo".

## Economía
La economía de Pozoblanco está basada principalmente en la ganadería y sector servicios aunque también dispone industria y agricultura pero en menor medida.

### Ganadería
El sector ganadero es sin duda alguna el mayor pilar económico de Pozoblanco, donde existen muchas explotaciones de vacas lecheras y granjas de cerdos. Son famosos sus jamones y carne de cerdo en general gracias a que encuentra en una zona de mucha bellota. Destaca enormemente COVAP, que se trata de una de las mayores cooperativas de España y se dedica principalmente a la recolección y producción de leche y productos cárnicos bajo la misma marca.

### Agricultura
Se cultiva el olivo y destaca su aceite.

### Industria
Existe una pequeña industria en varios polígonos industriales como son el de "La Dehesa" "San Gregorio" y "La Emiliana", donde se desarrollan múltiples actividades como son las relacionadas con maquinaria agrícola, automóviles, etc. pero por desgracia el polígono de San Gregorio se encuentra sin regularizar y en abandono por parte de las administraciones públicas y en los últimos años varios de sus empresarios han migrado a localidades cercanas como Añora que dispone de mayor oferta de suelo industrial.

### Servicios
Pozoblanco dispone de comercios tradicionales con arraigo desde hace décadas donde destacan los comercios de la calle mayor y avenida Villanueva de Córdoba. Dicho comercio tradicional convive con nuevas superficies que también han arraigado en la ciudad tales como las marcas Mercadona, Lidl, Telepizza, etc. por todo ello la ciudad está considerada como cabeza comercial y de servicios para toda la comarca.

### Evolución de la deuda viva municipal
El concepto de deuda viva contempla sólo las deudas con cajas y bancos relativas a créditos financieros, valores de renta fija y préstamos o créditos transferidos a terceros, excluyéndose, por tanto, la deuda comercial.
| Gráfica de evolución de la deuda viva del Ayuntamiento de Pozoblanco entre 2008 y 2023                |
| |
| Deuda viva del Ayuntamiento de Pozoblanco, en miles de euros, según datos del Ministerio de Hacienda. |

## Deporte

### Golf
Primer campo de golf municipal de España. Campo de golf natural federado en 1982 con una extensión total de 520 000 m². Su vegetación es autóctona, predominando la encina en su mayor parte. El Campo de Golf Cabeza Oliva de Pozoblanco, tiene un recorrido muy amigable y fácil de hacer a pie, ya que es llano en la mayor parte de los nueve hoyos que lo conforman, lo que te permitirá disfrutar de una tranquila jornada de golf.
En los inicios del campo solo disponía de riego en los tees y greens, pasando actualmente a regar todas sus calles al disponer de agua reciclada para dicho fin, la cual está embalsada en dos mini lagos donde se acumula el agua para el análisis y tratamiento oportuno de la misma, intentando conseguir una mejor calidad en el agua del riego, y a su vez, añadir al recorrido un aliciente más de dificultad para el juego.

### Rally
La Escudería Sierra Morena de Pozoblanco, compuesta por pilotos y aficionados a los Rallyes, es la encargada de organizar el Rally Ciudad de Pozoblanco, puntuable para el Campeonato de España de Rally de Tierra y el rally histórico Ciudad de Pozoblanco perteneciente a la Challenge de Andalucía de regularidad histórica. También se han disputado dos cronometradas del Campeonato de Andalucía de Cronometradas y dos Rallysprint del Campeonato de Andalucía de Rallyes. Así mismo, colabora activamente en otras pruebas automovilísticas que se celebran en Andalucía.

### Pesca
En Pozoblanco existe gran afición por la pesca deportiva, y desde 1992, año en que se fundó el Club de pesca deportiva de Pozoblanco, viene incorporando cada vez más adeptos, contando con 100 socios en la actualidad (2024). Este club, organiza sobre 65 concursos sociales entre todas las categorías y tipos de pesca (ciprínidos, bass orilla, etc.). Además de organizar los concursos especiales de feria en septiembre, y dos OPEN de carácter nacional (uno de ciprínidos y otro de Black Bass orilla). Como todos los años, participan en competiciones provinciales, andaluzas y nacionales,  habiendo conseguido ser campeones provinciales, andaluces y nacionales.
También en los meses estivales, este club organiza una escuela de pesca deportiva, donde los chavales de entre 7 y 14 años, se les enseña todo lo relacionado con la pesca deportiva en varias modalidades. Esta catalogada como la mejor escuela de pesca de Andalucía, teniendo diplomas de la FAPD, y a nivel Nacional un reconocimiento por el trabajo realizado con los menores.

### Tenis
En Pozoblanco tiene lugar el Open Diputación Ciudad de Pozoblanco, cuarto mejor campeonato de tenis de España a nivel internacional después del Conde de Godó. Suele celebrarse a finales del mes de julio en las instalaciones del polideportivo municipal. Es la mayor competición deportiva de élite disputada en la localidad, y la más importante del tenis en toda Andalucía. Es organizado por el Club Deportivo Open de Tenis «Ciudad de Pozoblanco», actualmente independiente del Club de Tenis Pozoblanco. El patrocinador oficial es COVAP. Por su parte la formación es responsabilidad de la escuela del CD Open de Tenis.

### Baloncesto
El baloncesto en Pozoblanco está dirigido por dos entidades correlacionadas: la escuela municipal de baloncesto y el Club Promesas de Baloncesto de Pozoblanco.
La escuela municipal se encarga de la formación base, y abarca desde los primeros años hasta la categoría infantil (12 años). Una vez los jóvenes dejan atrás la modalidad minibasket, su responsabilidad pasa a formar parte del Club Promesas de Baloncesto de Pozoblanco.

### Balonmano
La sección de balonmano, integrada en el Club Balonmano Pozoblanco. Cuenta con un potente equipo que milita en primera división Nacional, el E AA BM Pozoblanco. Esta categoría es la segunda división en importancia solo superada por la Liga ASOBAL, en la que compitió en la temporada 96/97.
La formación está llevada a cabo por la escuela municipal de balonmano. Desde la llegada de Mario Ortiz como entrenador del Espectáculos Doble A BM Pozoblanco ha cosechado numerosos éxitos, cabe a destacar en la temporada 2018/2019 ascendió a primera división nacional.

### Fútbol
El Club Deportivo Pozoblanco, equipo de fútbol de la localidad, es un equipo profesional que milita en el Grupo X de la Tercera División RFEF de fútbol española. La formación en este deporte cae a cargo de las categorías inferiores del propio club, desde categoría infantil y la escuela municipal de fútbol. 
A partir de 2012, la Delegación de Deportes del Ayuntamiento de Pozoblanco organiza el torneo de fútbol Ciudad de Pozoblanco, un campeonato de fútbol 7 que acoge los mejores equipos del panorama nacional en categoría benjamín y alevín.
En su última edición, en 2018, participaron clubes importantes como el Villarreal, Real Madrid, Atlético de Madrid y Real Betis. La asistencia de estos equipos no solo engrandeció el cartel, sino también la calidad del deporte. 
Real Madrid y Atlético de Madrid fueron los campeones en la categoría benjamín y alevín, respectivamente. 

## Ciudades hermanadas
- Le Mée-sur-Seine (Francia)[15]
- Bejaad (Marruecos)